# W62PT
簡単ケータイ W62PT（ダブリュ ろくにーピーティー）は、韓国・パンテック（輸入発売元・パンテックワイヤレスジャパン）が、日本のauブランドを展開するKDDIおよび沖縄セルラー電話のCDMA 1X WIN（後のau 3G）向けに開発した携帯電話端末であり、同キャリアの『簡単ケータイ』シリーズのバリエーションのひとつでもある。

## 特徴
W61PT1X WIN対応の『簡単ケータイ』シリーズとしては京セラ製の「W32K」以来の採用となる端末で同シリーズとしては初めてau ICカードや外部メディア（microSDカード）に対応する。 ただし、EZ「着うたフル」や「LISMOビデオクリップ」等の「LISMO Music」サービスに非対応であるほか、じぶん銀行専用の管理用アプリである「じぶん通帳」にも対応していなかった。
機能としては簡単ケータイのターゲット層であるシニア向けを意識している。キーが光ることにより操作を促す「光で操作ナビ」に加え、英数キーに視認性の良いFrutigerフォントを採用した「でかキー」、最大 40ドットの文字表示可能な「でか文字」、「でかピクト」、「でか時計」、「でかランプ」「でか受話音」「でか着信音」、さらには、ストラップの付け替えがしやすい「でかストラップホール」と、八つの「でか機能」を備えている。通話時には相手の音声が聞き取りやすい「はっきり音声」が機能するほか、メール文面やメニューの音声読み上げにも対応する。
外観では、背面部の黒い正方形のサブディスプレイが特徴的。この中の中央右寄りに、デジタル時計（上下二段）等の各種情報が表示される。

## 沿革
- 2008年（平成20年）6月3日 KDDIおよびパンテックワイヤレスジャパンから公式発表[5][6]。
- 2008年8月30日 全国にて一斉発売[3][7]。
- 2009年（平成21年）4月9日 ケータイアップデートによる不具合の修正開始[8][9]。
- 2010年（平成22年）1月1日 W63Kに代わるCDMAぷりペイド用端末として提供開始。
- 2010年3月31日 ポストペイド用としての販売を終了。
- 2010年9月30日 沖縄地区を除き、ぷりペイド用としての販売を終了。
- 2018年（平成30年）3月31日 EZweb、およびEZアプリ（B）、一部のサービス終了[10]。
- 2022年 (令和4年) 3月31日 CDMA 1X WIN（au 3G）サービスの完全終了・停波により、本端末は利用不可となる。

## 対応サービス
- au Smart Sports 
  - 標準でプリセット
- EZナビウォーク（声de入力・3D対応）
- EZアプリ（BREW）（オープンアプリプレイヤー非対応）
  - お試し版として、バンダイナムコゲームスの「おためしばん ことばのパズル もじぴったん」などがプリセットされている。
- EZ助手席ナビ
- 安心ナビ
- 災害時ナビ
- EZ「着うた」（ハイクオリティステレオ(HE-AAC)対応）
- 緊急通報位置通知
- デコレーションメール
- ラッピングメール

などに対応している。